# Oreškovica
Oreškovica (izvirno srbsko Орешковица) je naselje v Srbiji, ki upravno spada pod Občino Petrovac na Mlavi; slednja pa je del Braničevskega upravnega okraja.

## Demografija
V naselju živi 744 polnoletnih prebivalcev, pri čemer je njihova povprečna starost 44,7 let (42,3 pri moških in 47,0 pri ženskah). Naselje ima 293 gospodinjstev, pri čemer je povprečno število članov na gospodinjstvo 3,11.
To naselje je, glede na rezultate popisa iz leta 2002, večinoma srbsko.
|  |

| Demografija | Demografija     | Demografija     |
| Leto        | Št. prebivalcev | Št. prebivalcev |
| ----------- | --------------- | --------------- |
|             |                 |                 |
|             |                 |                 |
|             |                 |                 |
|             |                 |                 |
| 1948        | 1600            |                 |
| 1953        | 1626            |                 |
| 1961        | 1589            |                 |
| 1971        | 1528            |                 |
| 1981        | 1362            |                 |
| 1991        | 1246            | 1051            |
| 2002        | 1225            | 911             |
|             |                 |                 |

| Etnična sestava po popisu iz leta 2002 | Etnična sestava po popisu iz leta 2002 | Etnična sestava po popisu iz leta 2002 | Etnična sestava po popisu iz leta 2002 | Etnična sestava po popisu iz leta 2002 |
| -------------------------------------- | -------------------------------------- | -------------------------------------- | -------------------------------------- | -------------------------------------- |
| Srbi                                   | Srbi                                   |                                        | 893                                    | 98,02%                                 |
| Romuni                                 | Romuni                                 |                                        | 15                                     | 1,64%                                  |
| Jugoslovani                            | Jugoslovani                            |                                        | 1                                      | 0,10%                                  |
| Neznano                                | Neznano                                |                                        | 1                                      | 0,10%                                  |